# Regicidi

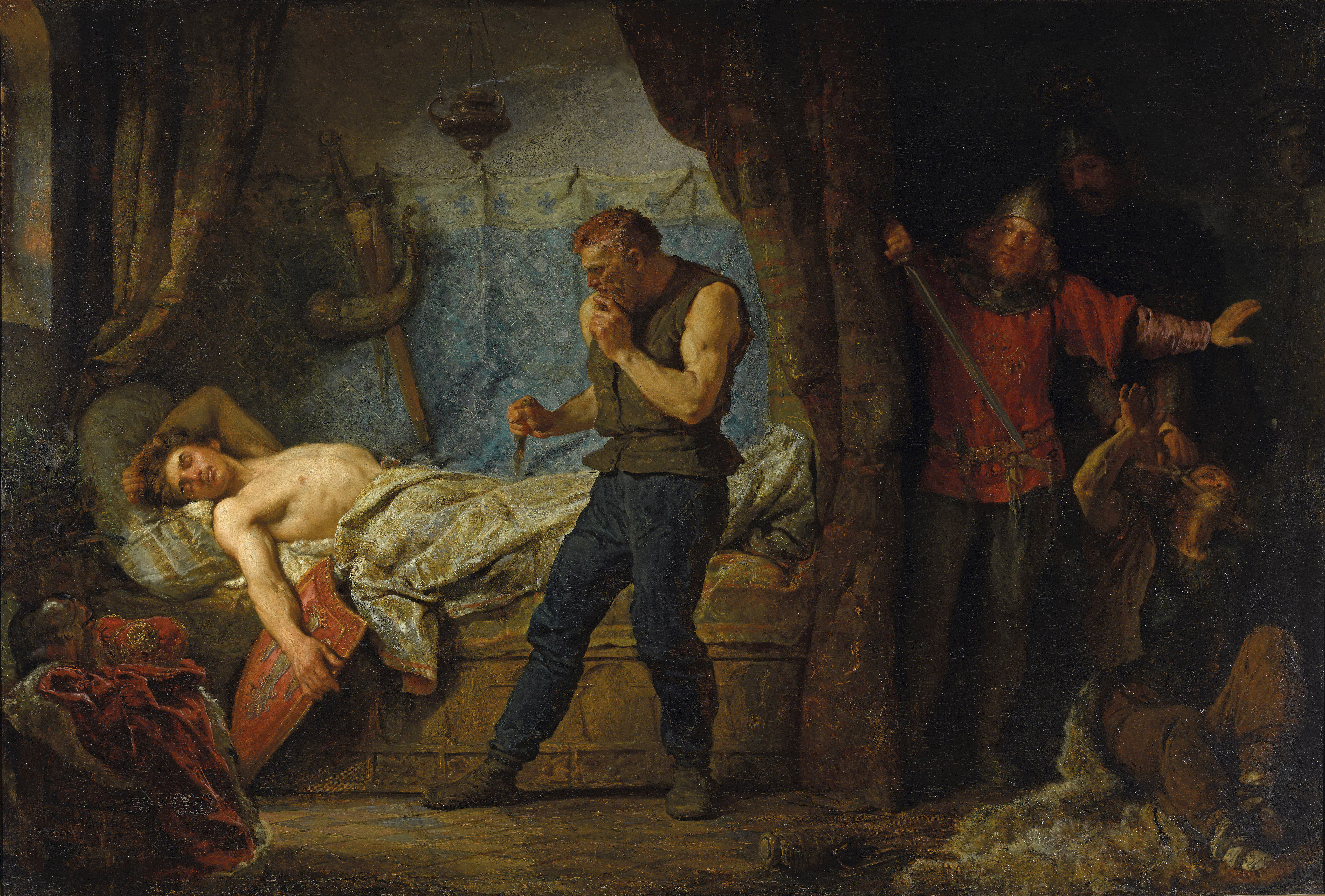
Regicidi de Przemysł II de Polònia

Regicidi és l'assassinat o homicidi d'un monarca, el seu consort, un príncep hereu o un regent. Es pot enquadrar com un subtipus de magnicidi.
El mòbil d'un regicidi sol estar associat a motius polítics i, en algunes legislacions, pot incorporar penes més greus que el simple homicidi.

## Casos famosos
- El de Filip II de Macedònia, pare d'Alexandre Magne
- L'assassinat d'Enric III de França, tal com l'assassinat del seu cosí i successor Enric IV de França, ambdós durant el segle xvi.
- El de sant Dagobert II, rei de França.
- El de l'inca Atahualpa en 1533, en la conquesta del Perú pels espanyols.
- En el segle xvii va ocórrer en Anglaterra l'assassinat del rei Carles I durant la Revolució anglesa.
- Novament en França un nou regicidi va ocórrer amb la decapitació de Luis XVI durant la Revolució francesa.
- Portugal va ser altre país europeu a registrar un regicidi, quan en 1908, en tornar d'una visita a Vila Viçosa, el rei Carles I de Portugal i el príncep hereu, Lluís Felip de Bragança, van ser assassinats en el Terreiro do Paço en Lisboa.
- En Rússia van succeir els assassinats del tsar Pau I de Rússia en 1801, i del també tsar Nicolau II de Rússia i de la seua família en 1917, durant la Revolució russa, posant fi així a la dinastia dels Romanov.

A Sarajevo, Bòsnia i Hercegovina, un nacionalista serbi va assassinar el 1914 Francesc Ferran, hereu de l'Imperi Austrohongarès, el que va desencadenar la Primera Guerra Mundial.